# فردریک مارکیز
فردریک مارکیز (به انگلیسی: Frederick Marquis)،تاجر، دولتمرد و سیاستمدار انگلیسی بود. لرد ولووتون که مدیر موفق فروشگاه و وزیر غذای زمان جنگ
بود از سال ۱۹۴۶ تا ۱۹۵۵، رئیس حزب محافظه کار شد. او سازمان‌های محلی را با تأکید بر عضویت، پول و درخواست تبلیغات یکپارچه ملی روی مسائل حیاتی بازسازی کرد. حزب ملی برای گسترش پایگاه کاندیداهای بالقوه به آنها کمک مالی کرده و به سازمان‌های محلی در ترقی پول محلی یاری رساند. وولتون همچنین پیشنهاد تغییر نام حزب را به حزب اتحاد ارائه کرد، اما زمانی که کسی به پیشنهادش گوش نکرد، او در عوض با قدرت نطق و بیان‌اش مخالفان را کسانی توصیف کرد که به جای «کارگر» بودن «سوسیالیست» هستند. او از سال ۱۹۳۵ برای اولین بار در سال ۱۹۵۱ به پیروزی محافظه کاران اعتبار قابل توجهی بخشیده است.

## زندگی اولیه
لرد وولتون در خیابان۱۶۳ وست پارک در اوردسال، سال‌فورد، لانکاشر، در سال ۱۸۸۳ به دنیا آمد. پدرش توماس رابرت مارکیز (درگذشت ۱۹۴۴) و مادرش، مارگارت مارکز بود. او در مدرسه زبان منچستر و دانشگاه منچستر (که در آنجا یک پژوهشگر بود) تحصیل کرد، وولتون عضو فعال کلیسای یکتاپرستی بود. او از ۱۹۰۶ تا ۱۹۱۸ در لیورپول فعالیت اجتماعی داشت.
او مدیر اجرایی فروشگاه لوییس در لیورپول (۱۹۵۱–۱۹۲۸) بود، و بعدها مدیر عامل آن شد. او در سال ۱۹۳۵ شوالیه شد و در سال ۱۹۳۹ به خاطر کمک به صنعت بریتانیا جایزه peerage گرفت.
او مطلع شد که علی‌رغم آرزوهایش، قادر نیست بارون مارکیز شود (زیرا «مارکیز» یا «مارکی» درجهٔ دیگری از peerage انگلستان است) و پس از آن لقب بارون وولتون را از نام حومهٔ لیورپول گرفت که در آنجا زندگی کرده بود. پس از آن در تعدادی از کمیته‌های دولتی (از جمله کمیته Cadman) خدمت کرد. او از وابستگی خود به هر حزب سیاسی خودداری کرد.

## جنگ جهانی دوم

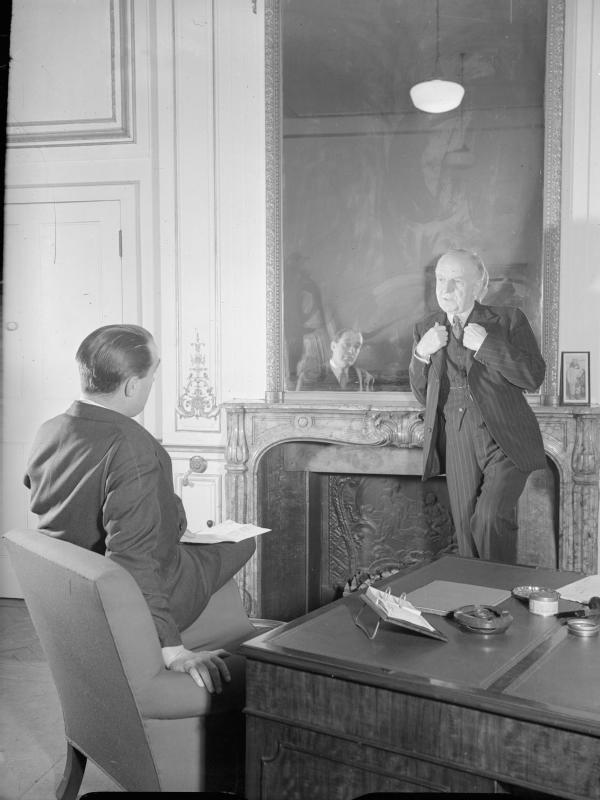
لرد وولتون (راست) در حال مصاحبه در لندن سال ۱۹۴۴

در آوریل ۱۹۴۰ او توسط نویل چمبرلین به عنوان وزیر غذا منصوب شد، انتصاب او یکی از چندین انتصاب غیرسیاسی بود. وولتون تا سال ۱۹۴۳ این مقام را حفظ کرد. او به کار ۵۰٬۰۰۰ کارمند و بیش از هزار دفتر محلی، محل دریافت کارت‌های جیره مردم، نظارت کرد. وزارتخانهٔ او انحصار واقعی به تمام مواد غذایی فروخته شده در بریتانیا چه وارداتی و چه محلی داشت. مأموریت او تهیهٔ غذای کافی برای همه مردم بود. از آنجا که مواد غذایی به علت اقدامات دشمن و نیاز به خدمات به شدت کاهش یافته بود، جیره‌بندی ضروری بود. وولتون و مشاورانش طرحی در سر داشتند، اما اقتصاددانان آنها را متقاعد کردند که به جای آن، به فکر جیره‌بندی غذا باشند. بدین ترتیب هر کس هر ماه مقدار مشخصی خواهد داشت که می‌تواند هر طور که خواست آن را به مصرف برساند. رویکرد جیره‌بندی غذا روش تجربه شدهٔ موفقیت‌آمیزی بود، در واقع جیره‌بندی غذا یک داستان موفقیت بزرگ در جنگ بریتانیا بود.
در اواخر ژوئن ۱۹۴۰، که کشور با تهدید تهاجم آلمان روبرو شد، وولتون به مردم اطمینان داد که «برای هفته‌ها و هفته‌ها، سهمیه‌های اضطراری غذا وجود دارد، حتی اگر هیچ غذایی نتواند به انگلیس منتقل شود. وی گفت: «سهمیه آهن» برای استفاده در شرایط بسیار ضروری ذخیره شده است. به خاطر بمباران آلمانی‌ها جیره‌های دیگر در حومهٔ شهرها ذخیره شده‌اند. هنگامی که در اواخر تابستان ۱۹۴۰ حملهٔ رعدآسا آغاز شد، او با بیش از ۲۰۰ ایستگاه تغذیه در لندن و دیگر شهرهای تحت حمله آماده بود.
وولتون با وظیفه نظارت بر جیره‌بندی ناشی از کمبود زمان جنگ مواجه بود. او به این دیدگاه هم رسید که فقط تحمیل محدودیت‌ها کافی نیست، بلکه برنامه تبلیغاتی برای حمایت از آن نیز مورد نیاز است. او هشدار داد که گوشت و پنیر، و همچنین بیکن و تخم مرغ، بسیار کم هستند و همین‌طور هم کم خواهند ماند. با درخواست اتخاذ یک رژیم غذایی ساده وی خاطر نشان کرد که مقدار زیادی نان، سیب زمینی، روغن‌های گیاهی، چربی‌ها و شیر وجود دارد.
تا ژانویه سال ۱۹۴۱، عرضه مواد غذایی در خارج از کشور به نصف کاهش یافت. با این حال، تا سال ۱۹۴۲، مواد غذائی فراوان از طریق قانون وام و اجاره از ایالات متحده و یک برنامه مشابه کانادایی وارد شدند. قانون وام و اجاره هدیه بود و هیچ هزینه‌ای وجود نداشت. اکثر غذاها جیره‌بندی شده بود. او که نگران بچه‌ها بود، اطمینان یافت که تا سال ۱۹۴۲ بریتانیا در مدارس غذای رایگان ۶۵۰٬۰۰۰ کودک را فراهم کرده است، در حدود ۳۵۰۰۰۰۰ کودک در مدرسه شیر، و مواد ضروری را در خانه دریافت کرده‌اند. خبر بد این بود که علی‌رغم ناراحتی بیشتر زنان خانه‌دار «نان ملی» نان قهوه‌ای کل وعده‌های غذایی جایگزین نان سفید معمولی شد. بچه‌ها متوجه شدند که برای جلوگیری از کمبود جا در حمل‌ونقل دیگر مواد غذایی شیرینی‌ها کاهش یافته است.
وولتون با پرداخت یارانه تخم‌مرغ و سایر اجناس، قیمت مواد غذایی را پایین آورد. او دستورالعمل‌هایی را پیشنهاد کرد که به خوبی مناسب سیستم جیره‌بندی بود، معروف‌ترین آن پای وولتون است که شامل: هویج، زردک، سیب زمینی و شلغم در بلغور جو دوسر، با یک شیرینی یا پوسته سیب‌زمینی بود و با آب سبزیجات سرو می‌شد. مهارت‌های وولتون در کارش باعث شد که کار دشوار وزارت غذا موفقیت‌آمیز باشد و علی‌رغم کمبود، محبوبیتی قوی کسب کند.
او در سال ۱۹۴۰ به شورای خصوصی بریتانیا ملحق شد و در سال ۱۹۴۲ مفتخر به دریافت نشان Companion of Honour شد. در سال ۱۹۴۳، وولتون به عنوان وزیر بازسازی وارد کابینه جنگ شد، وی مسئولیت کار دشوار برنامه‌ریزی برای بریتانیای پس از جنگ را برعهده گرفت و در این نقش تصویر او در روی جلد نشریه تایم در شماره ۲۶ مارس ۱۹۴۵ ظاهر شد.

## رئیس حزب محافظه‌کار
در ماه مه ۱۹۴۵ او عنوان رئیس شورای «دولت موقت» چرچیل انتخاب شد، زمانی که چرچیل در انتخابات عمومی سال ۱۹۴۵ رای نیاورد، دولت در ماه ژوئیه سقوط کرد. روز بعد، وولتون به حزب محافظه کار پیوسته و به زودی به عنوان رئیس حزب انتخاب شد، وظیفه او بهبود سازمان حزب در کشور و تجدید حیات آن برای انتخابات آینده بود. تحت ریاست وولتون اصلاحات گستردهٔ بسیاری انجام شد و زمانی که محافظه‌کاران در سال ۱۹۵۱ به قدرت بازگشتند، وولتون چهار سال دیگر هم در کابینه خدمت کرد.
در ماه مه ۱۹۵۰، وولتن، با تصویب چرچیل، خواستار نوعی ائتلاف با حزب لیبرال براساس نه اصلی شد که روی آنها با هم توافق کردند: